# Ngulu Atoll
Ngulu Atoll är en atoll i Mikronesiska federationen.   Den ligger i kommunen Ngulu Municipality och delstaten Yap, i den västra delen av landet, 2 300 km väster om huvudstaden Palikir. Ngulu Atoll ligger 2 meter över havet. Arean är 0,40 kvadratkilometer.